# George Arliss
George Arliss (10. dubna 1868 – 5. února 1946) byl britský herec, který se prosadil v Hollywoodu. Byl prvním Britem, který získal Oscara, a to roku 1930 za mužský herecký výkon v hlavní roli v americkém životopisném filmu Disraeli, v němž ztvárnil britského ministerského předsedu Benjamina Disraeliho. Ve stejném roce byl na Oscara nominován ještě za jeden film, The Green Goddess. Byl známým bojovníkem proti pokusům na zvířatech.